# Klooster van Westrozebeke
Het klooster van Westrozebeke is een voormalige kloostergemeenschap in de Belgische gemeente Staden (deelgemeente Westrozebeke, West-Vlaanderen). Het klooster werd in de 19e eeuw gesticht door enkele zusters die zich toelegden op onderwijs, bejaardenzorg en liefdadigheidswerk. Doorheen zijn geschiedenis kende het klooster periodes van uitbreiding, tegenslag door oorlogen en veranderingen in het katholiek onderwijs.

## Geschiedenis

### Oprichting (1838–1844)
In 1838 vroeg pastoor Petrus Jacobus Lemoine aan het klooster van Moorslede om drie zusters te sturen voor de oprichting van een meisjesschool in Westrozebeke. Door een tekort aan zusters werd dit geweigerd. Wel werden de 26-jarige Hilaria Vandenbulcke en haar zus naar het dorp gestuurd. Hilaria wilde een nieuwe kloosterorde stichten.
In 1840 en 1841 sloten Céline Morel en Marie-Thérèse zich aan. De zus van Hilaria keerde terug naar Moorslede. In 1841 ontvingen de drie overblijvende vrouwen het kloosterkleed als novice en noemden zich voortaan de Zusters van Onze-Lieve-Vrouw van Westrozebeke. In 1843 trad Coleta De Munck uit Izegem toe als vierde zuster.
De stichting vond plaats in een periode van grote armoede en werd grotendeels bekostigd door pastoor Lemoine. De zusters hielden zich bezig met onderwijs en zorg voor bejaarden. Het oorspronkelijke gebouw bevond zich vermoedelijk in het dorpscentrum. Het klooster en de school werden later door pastoor Lemoine gebouwd en bleven zijn eigendom tot aan zijn overlijden in 1852.
De exacte stichtingsdatum is onbekend, maar vaak wordt 24 juli 1844 aangehouden, de dag waarop de eerste vier zusters hun professie aflegden.

### Belangrijke gebeurtenissen (1844–1914)
- 1 april 1874 – Overname van het Godshuis, waardoor de zusters ook zieken, wezen en armen verzorgden.
- 1878–1884 – Tijdens de eerste schoolstrijd werden de zusters uit hun gebouw gezet, dat werd omgevormd tot gemeentelijke meisjesschool. In deze periode werd een nieuw klooster met school gebouwd in de Filip van Arteveldestraat.

### Eerste Wereldoorlog en heropbouw (1914–1923)
In oktober 1914 bezetten Duitse troepen Westrozebeke. De gemeenschap telde toen 17 zusters, onder leiding van overste zuster Félicité. Bijna alle zusters vluchtten, behalve twee die bleven om voor een zieke zuster te zorgen.
Tijdens de Eerste Wereldoorlog verstopten de zusters een deel van hun archieven en financiële bezittingen in een kistje om het te beschermen tegen de bezetter. Zij beloofden dat, indien het kistje na de oorlog zou worden teruggevonden, zij een beeld van het Heilig Hart zouden kopen en dit in de gevel van het klooster zouden plaatsen. Het kistje werd na de oorlog teruggevonden, al is onbekend door wie. De zusters hielden woord en plaatsten het Heilig Hartbeeld in de gevel, op de bovenste verdieping achter een venstertje, waar het nog steeds te zien is.

Het klooster in heropbouw na de Eerste Wereldoorlog.

In augustus 1919 werd een voorlopige houten barak ingericht als klooster en school naast de noodkerk. Op 1 mei 1921 legde pastoor Snauwaert de eerste steen van het nieuwe klooster, naar ontwerp van Alfons Van Coillie. De zusters trokken in op 9 oktober 1921. In 1922 werd een kapel aangebouwd.

### Ontwikkelingen tot begin van de Tweede Wereldoorlog (1923–1940)
In 1931 openden de zusters een kosthuis voor bejaarden, dat enkele jaren later officieel de status van rustoord kreeg. Door de aankoop van bijkomende eigendommen beschikte het rustoord op dat moment over veertig kamers. In 1939 volgde een uitbreiding. Het rustoord bestond toen uit vier woningen, gebouwd met verschillende soorten baksteen en voorzien van ramen van uiteenlopende afmetingen. Het complex werd beschadigd door beschietingen op 27 mei 1940.

#### Tijdens en na de Tweede Wereldoorlog
- 27 mei 1944 – Beschieting van het klooster.
- Tijdens de oorlog bood het klooster onderdak aan onder andere twee meisjes uit Antwerpen.
- 1944 – Viering van het 100-jarig bestaan (23–26 juli).
- 1947 – Oprichting van een bijhuis in Hooglede door overname van het bejaardengesticht op ’t Hoge.
- 1948 – Eerste missiezuster, Marie-Bernard, vertrekt naar Congo.
- 1950–1955 – Overname van de kloosterschool op de Madonna en het rustoord van Langemark.

### Verdere ontwikkelingen (1956–2001)
Vanaf 1951 werden grondige verbouwingswerken uitgevoerd naar plannen van architect Maurice Hochepied uit Brugge. Hierbij kregen de gebouwen een nieuwe gevel, werden gangen verbreed, stenen trappen geplaatst en vloeren vernieuwd. Uit dank voor de voltooiing van deze renovaties werd in 1954 een Mariakapelletje opgericht in de tuin van het rustoord.

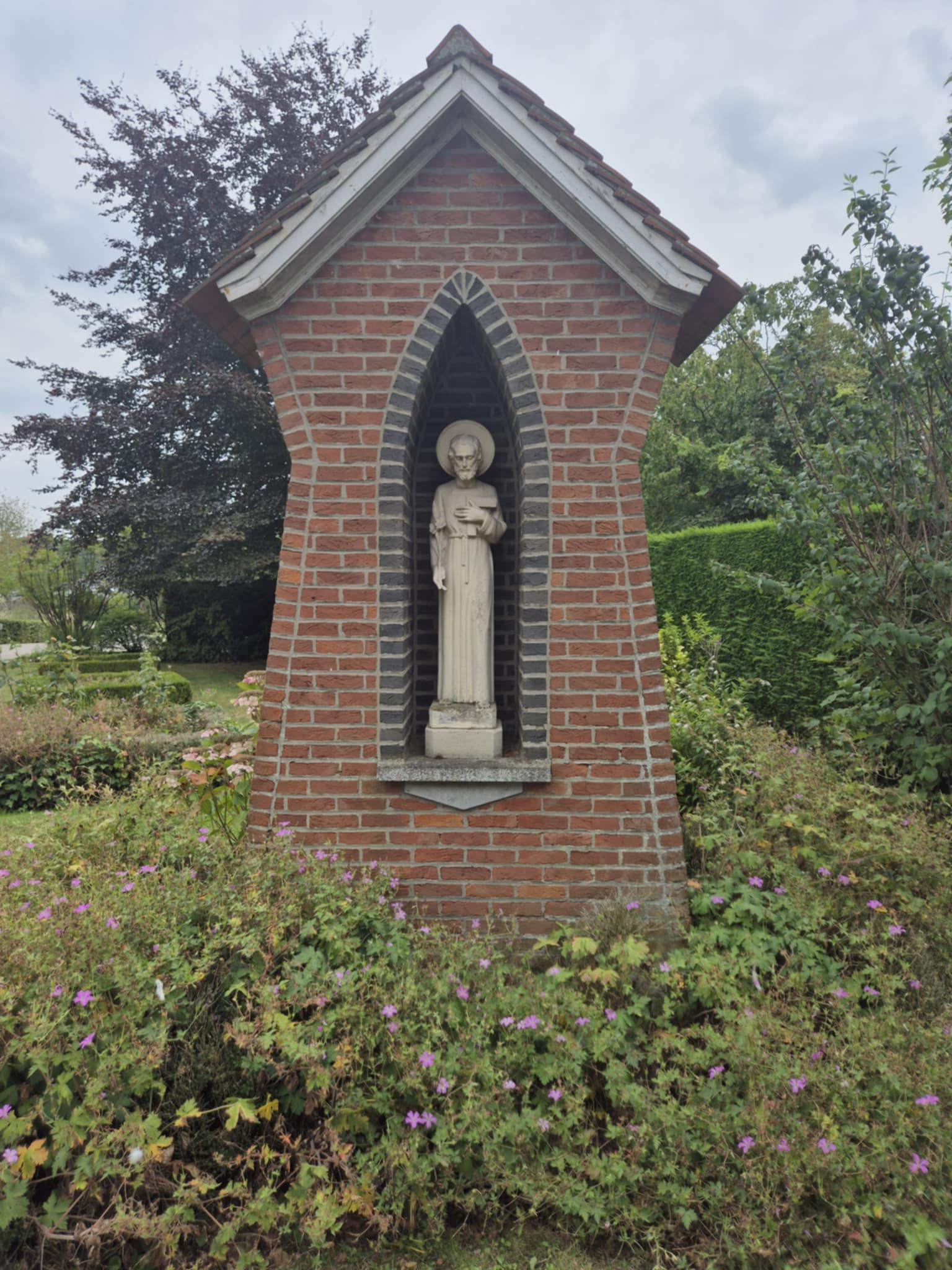
Mariakapelletje in de kloostertuin, opgericht in 1954.

Na een negatieve beoordeling inzake brandveiligheid werd in 1983 beslist om een volledig nieuw rustoord te bouwen met een capaciteit van zestig bewoners. Op 29 augustus 1992 konden de eerste bejaarden hun intrek nemen in het nieuwe gebouw.

### Overdracht van het rusthuis (2001)
In november 2001 schonk het klooster het rustoord aan de vzw Woon- en Zorgcentrum O.L.Vrouw ter Westroze, die het werk van de zusters voortzet met aandacht voor christelijke zingeving. Enkele zusters bleven actief als vrijwilligers.

### Boerderij
Het klooster beschikte ook over een boerderij, die werd uitgebaat door enkele zusters en door mannen uit het kosthuis. Er werd landbouwgrond bewerkt en er werden koeien en varkens gehouden. In 1964 werd een deel van het land langs de Filip van Arteveldestraat verkocht aan dokter Bertrand, die er zijn woning en dokterspraktijk bouwde. De opbrengst van deze verkoop werd gebruikt voor de verbouwing van de kapel.

## Architectuur
Het huidige klooster van Westrozebeke werd heropgebouwd na de Eerste Wereldoorlog, ter vervanging van het vernielde klooster in de Filip van Arteveldestraat. Het gebouw werd ontworpen door architect Alfons Van Coillie uit Roeselare. In 1922 werd er een kapel aan toegevoegd.
Het klooster telt drie bouwlagen. Op het gelijkvloers bevinden zich onder meer de werkkamer, waar de zusters vroeger 's avonds naaiwerk verrichtten, de refter en de bezoekkamer, waar familie van de zuster ontvangen werd. De eerste verdieping bevat elf slaapkamers, een badkamer en de kapel, waar tot in recente tijden dagelijks de mis werd opgedragen en nu enkel nog op zondag. Op de tweede verdieping bevinden zich nog eens elf slaapkamers en een badkamer.

## Huidige situatie
Anno 2025 wonen er nog twee zusters in het klooster: zuster Marie Martien en zuster Francisca. Een derde, zuster Cécile, verblijft in het woonzorgcentrum O.L. Vrouw ter Westroze. Sinds de oprichting verbleven in totaal 65 zusters in het klooster.

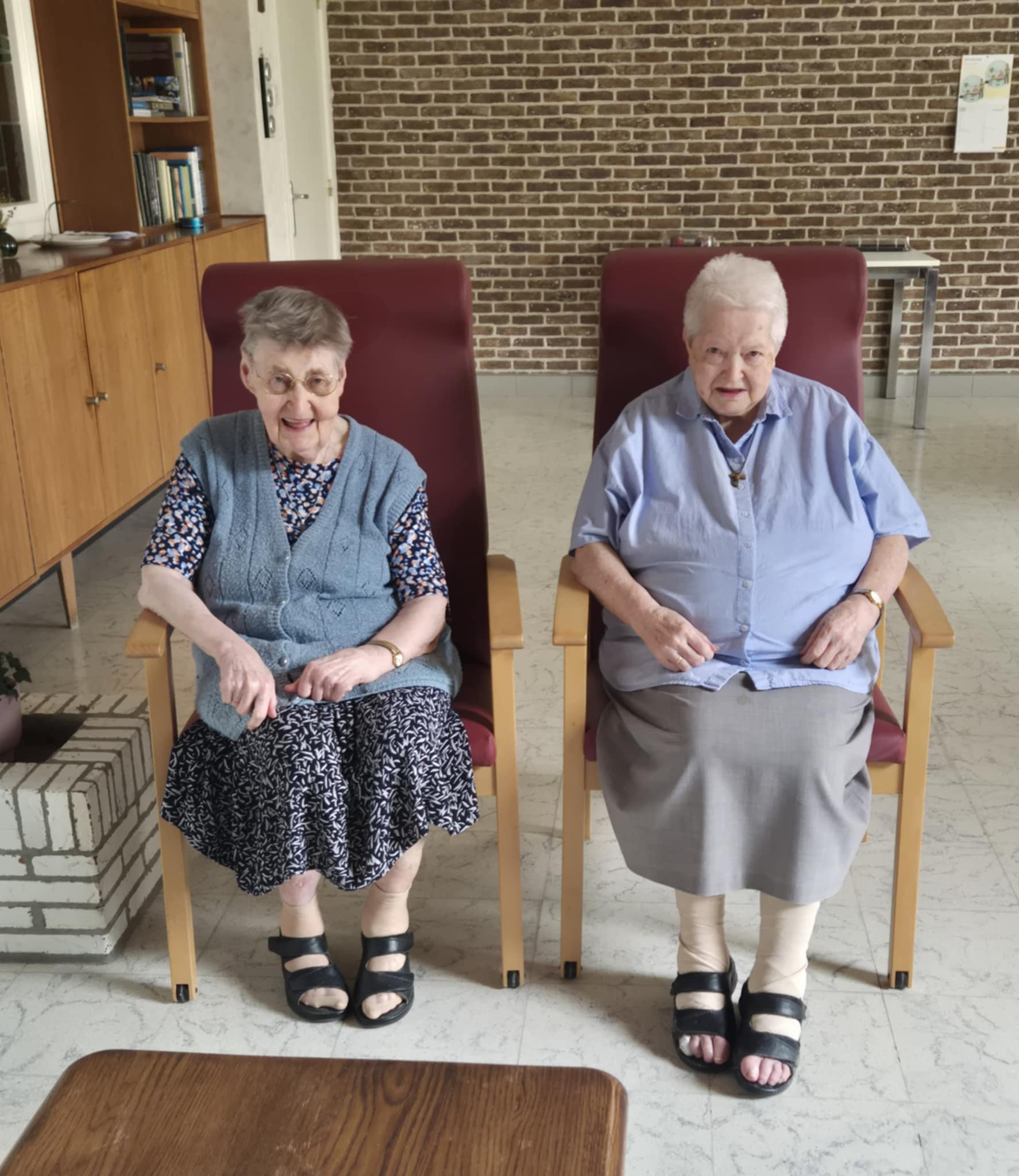
De laatste zusters van het klooster van Westrozebeke.

Binnenkort zal het klooster worden overgedragen aan het Woonzorgcentrum O.L.Vrouw ter Westroze, dat het gebouw zal ombouwen om extra kamers voor bejaarden te creëren. Daarmee zal het klooster zijn oorspronkelijke functie als religieuze gemeenschap verliezen.

## Galerij

Het klooster in 1912
Het klooster in 1925
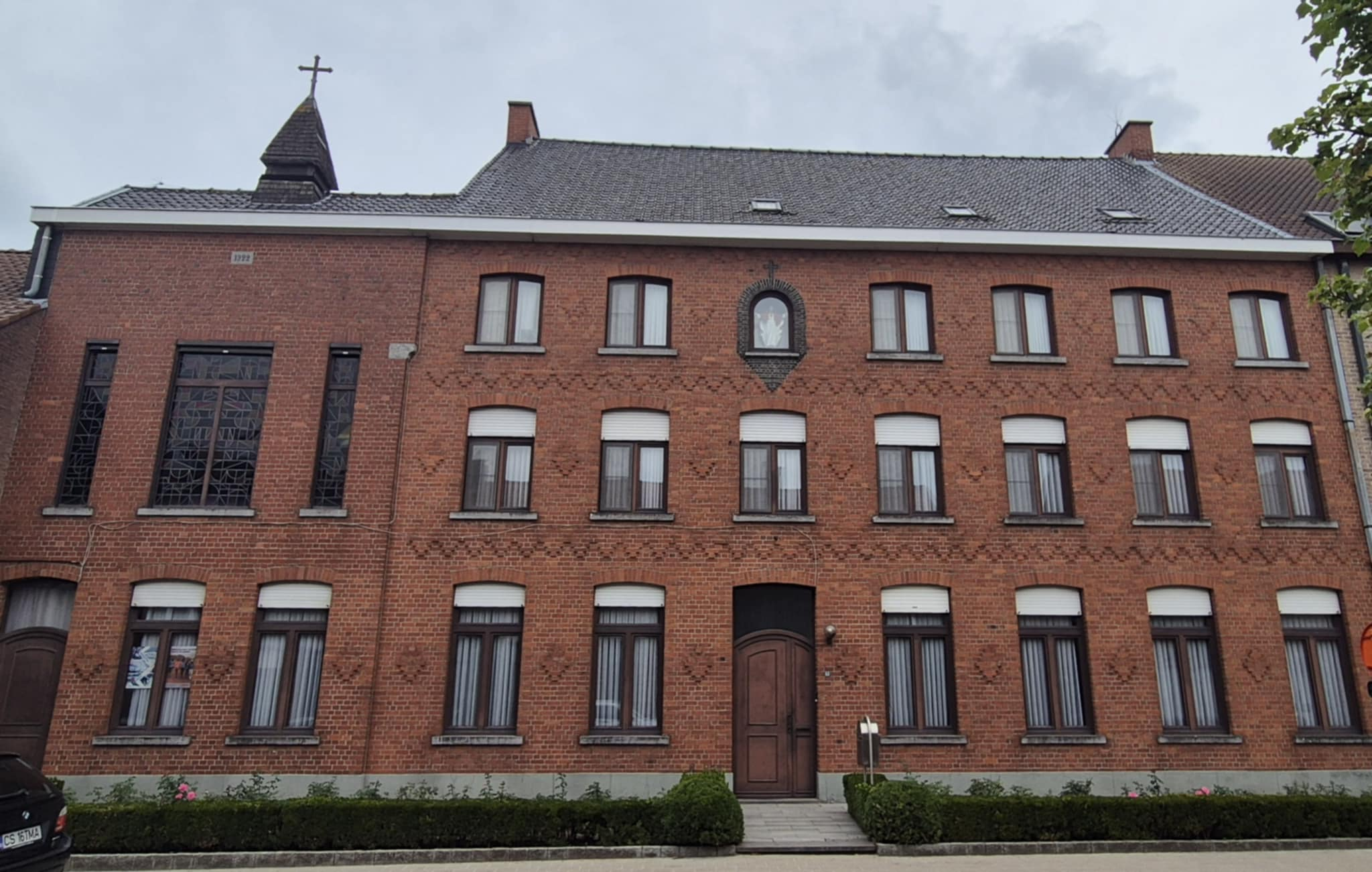
Het klooster in 2025 met kapel aan de linkerkant
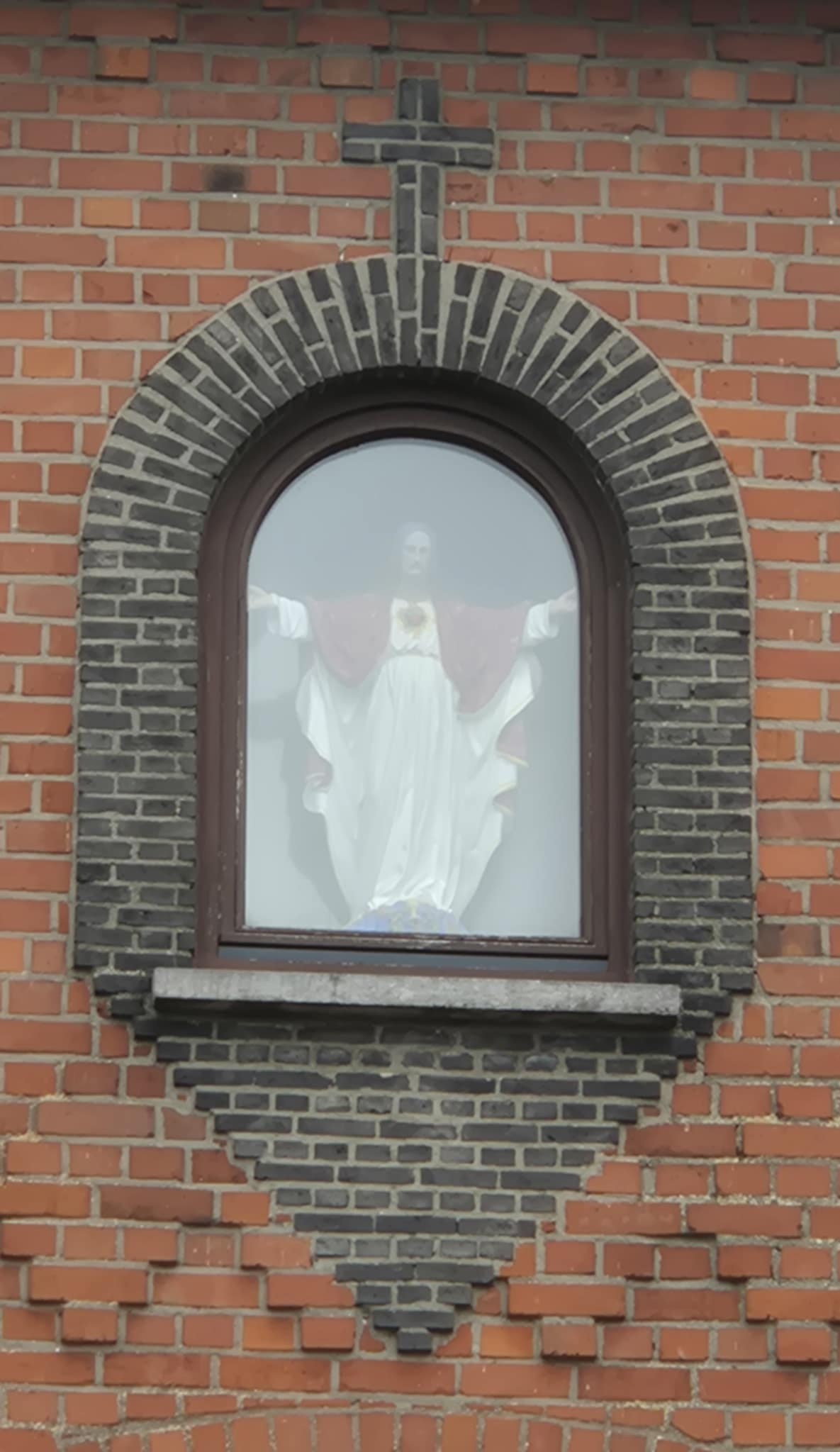
H. Hartbeeld in de gevel van het klooster
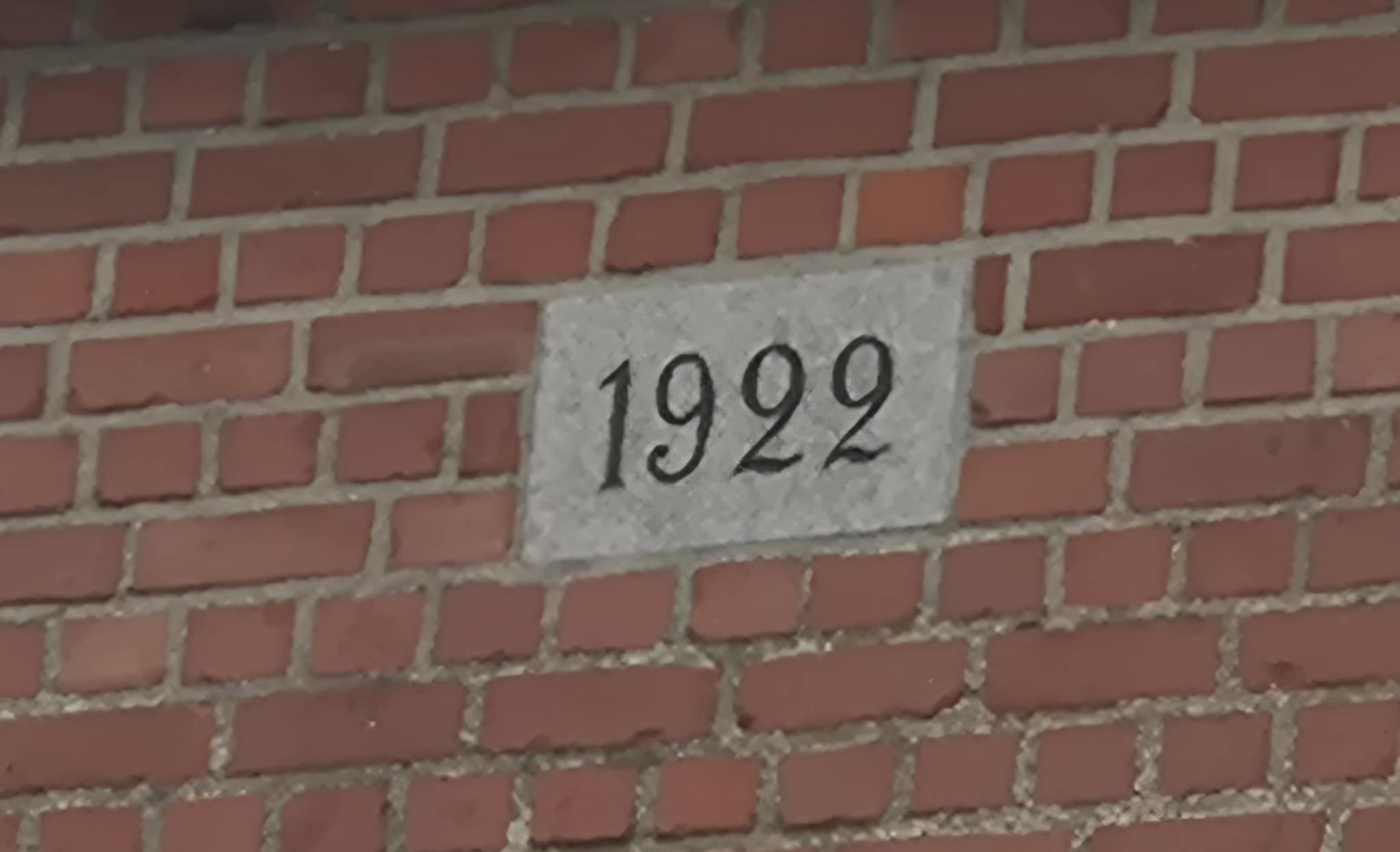
Jaarsteen in de gevel van het klooster
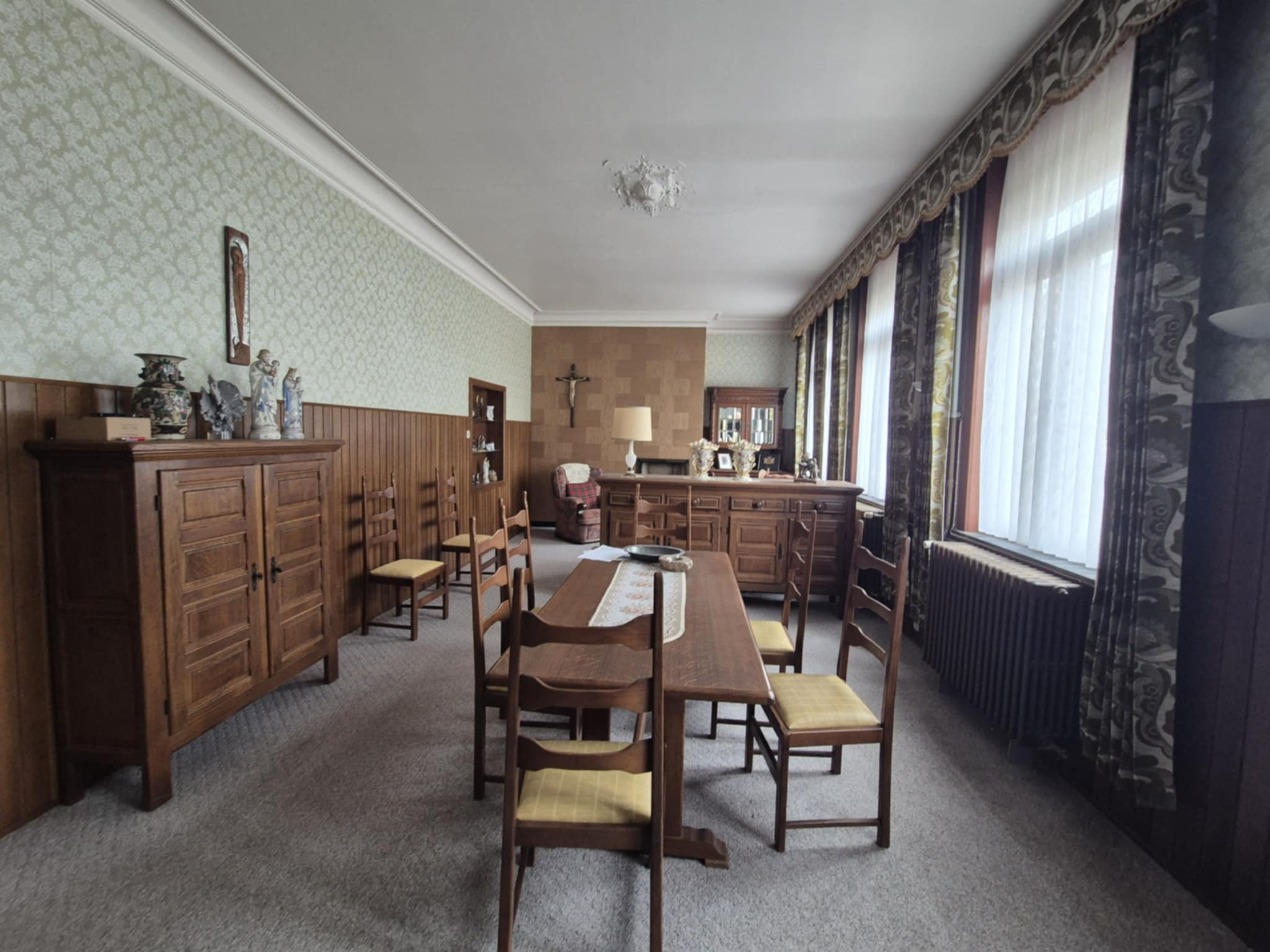
Bezoekkamer om de familie van de zusters te ontvangen.
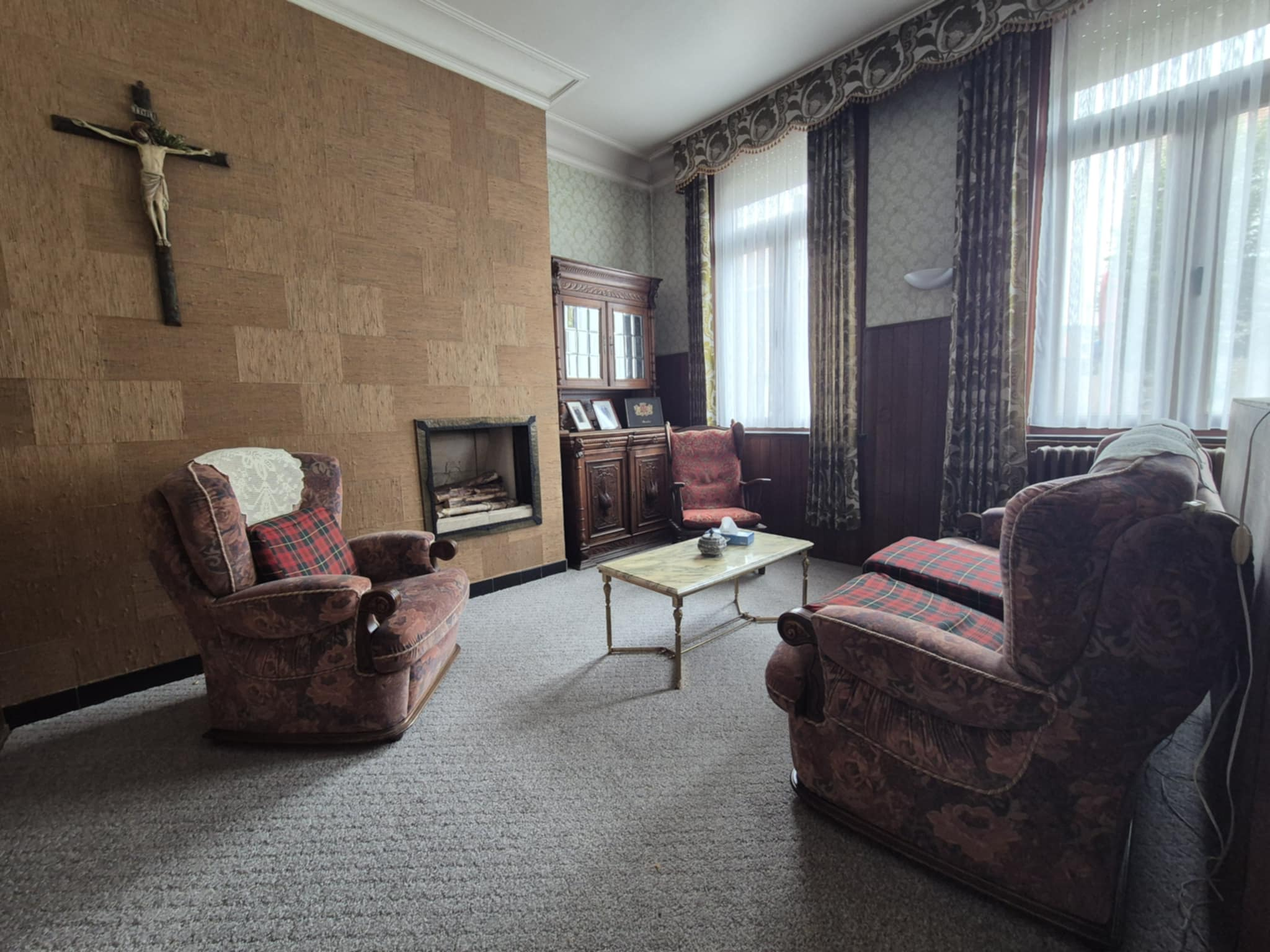
Bezoekkamer
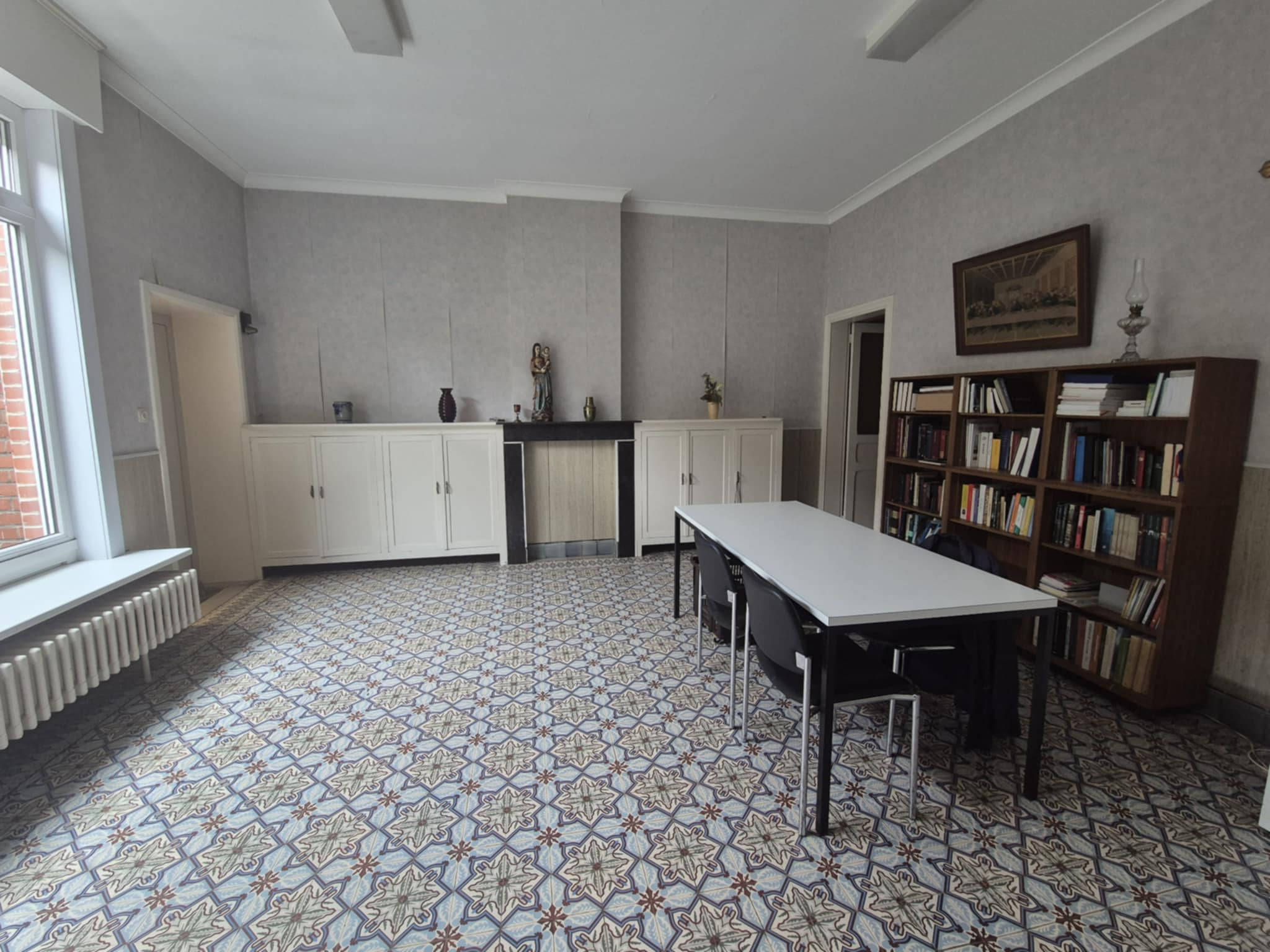
Werkkamer waar de zusters vroeger ‘s avonds werkten aan hun naaiwerk bijvoorbeeld
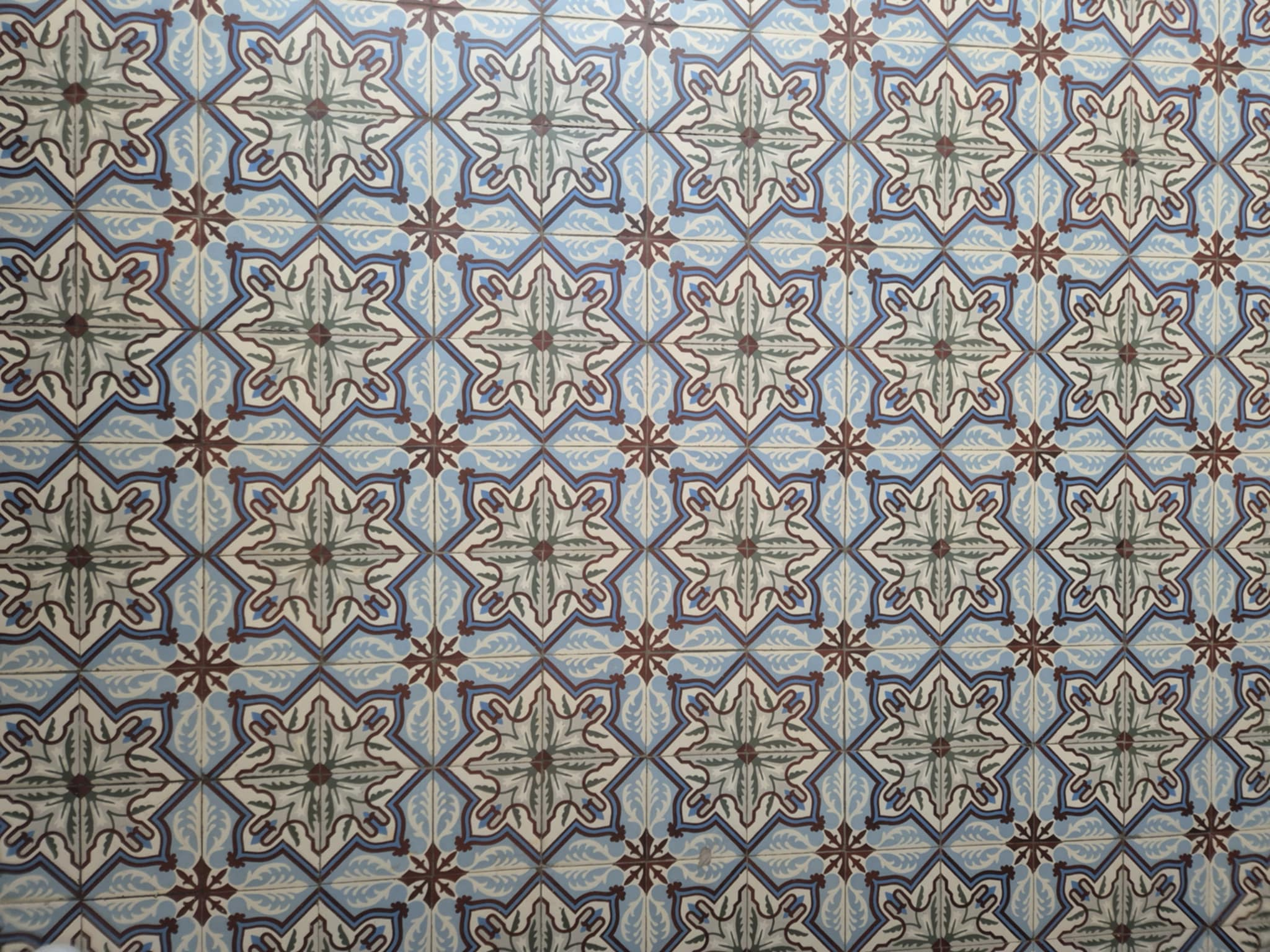
Vloer van de werkkamer
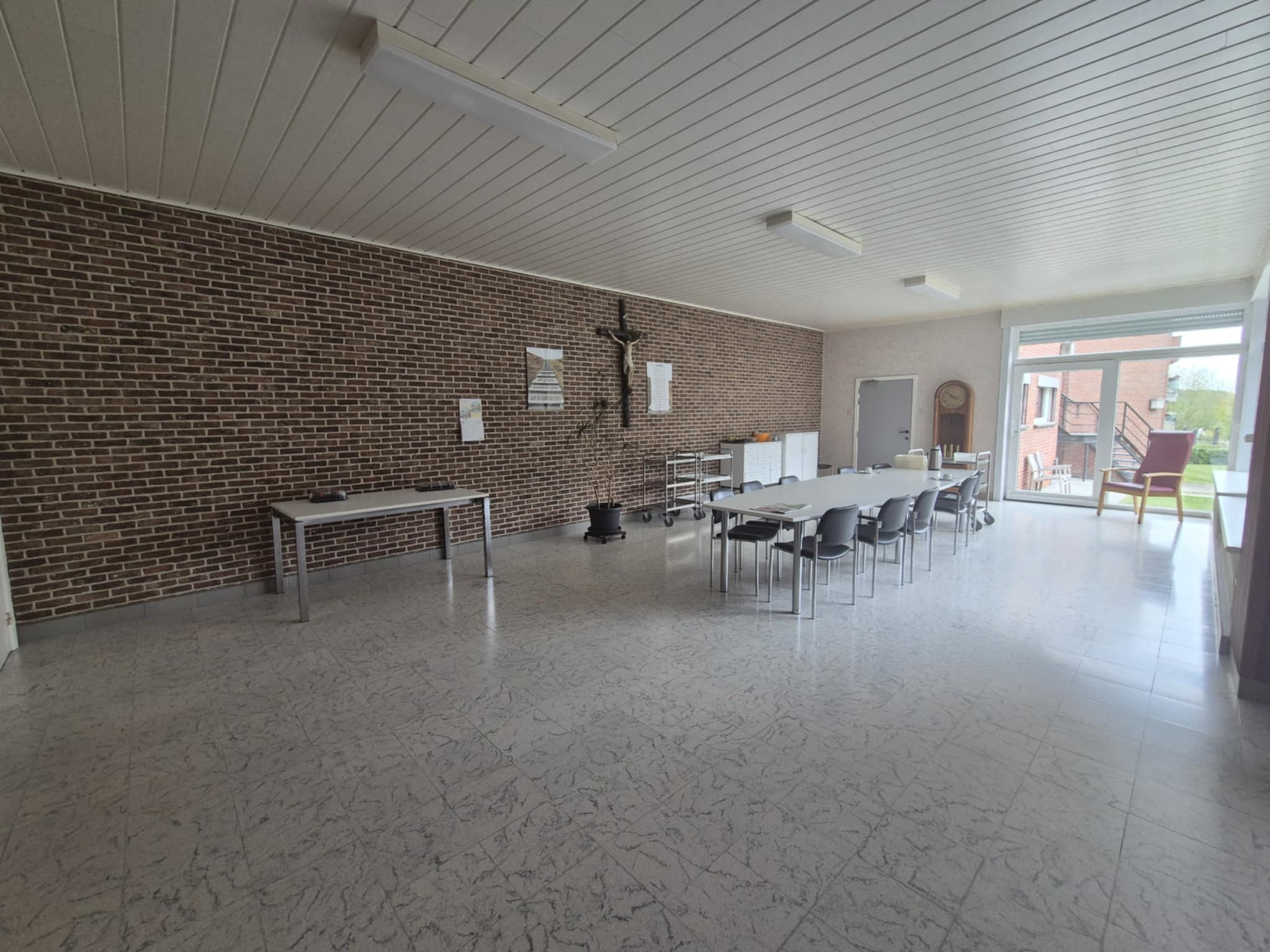
Refter
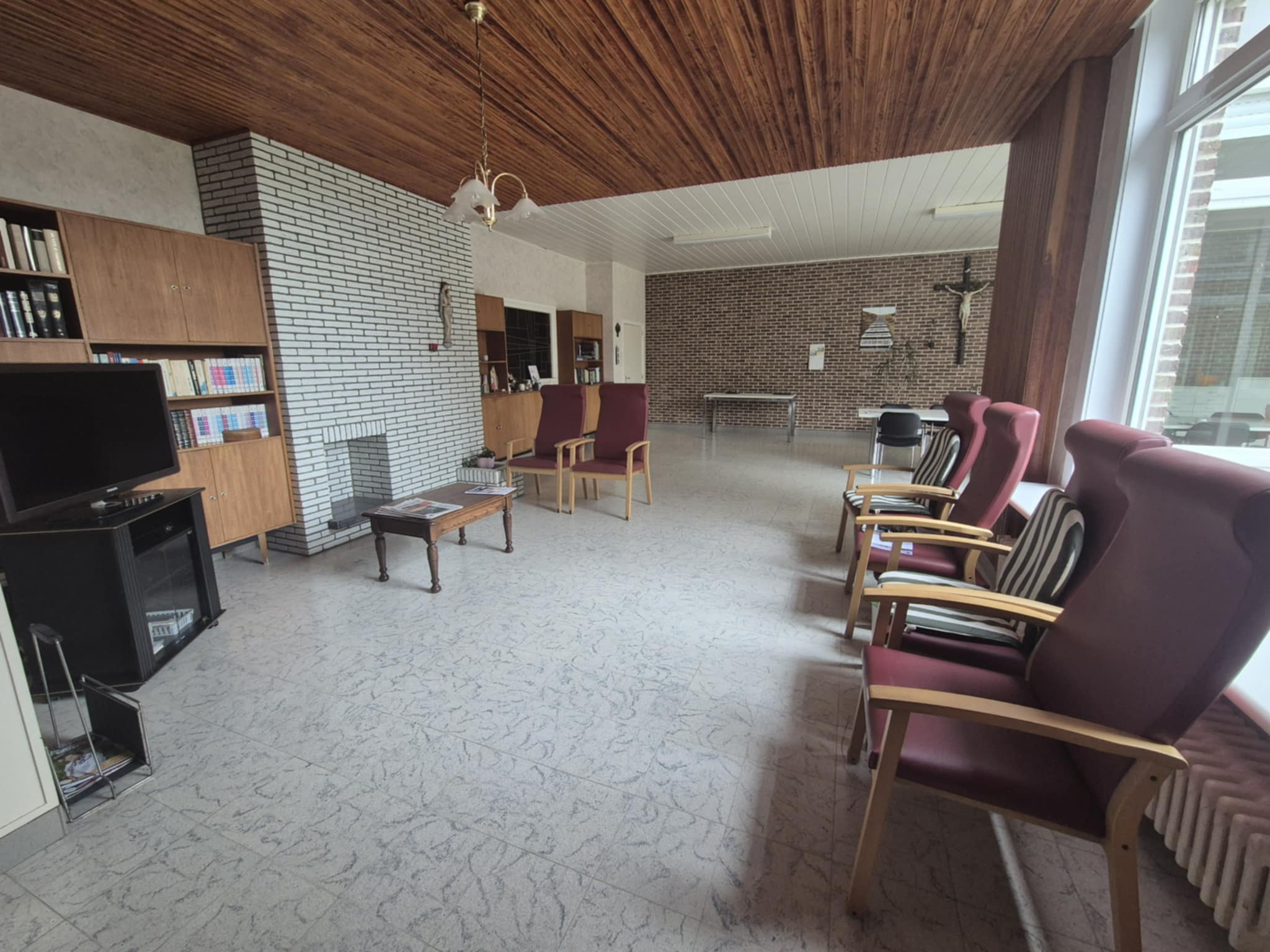
Leefruimte
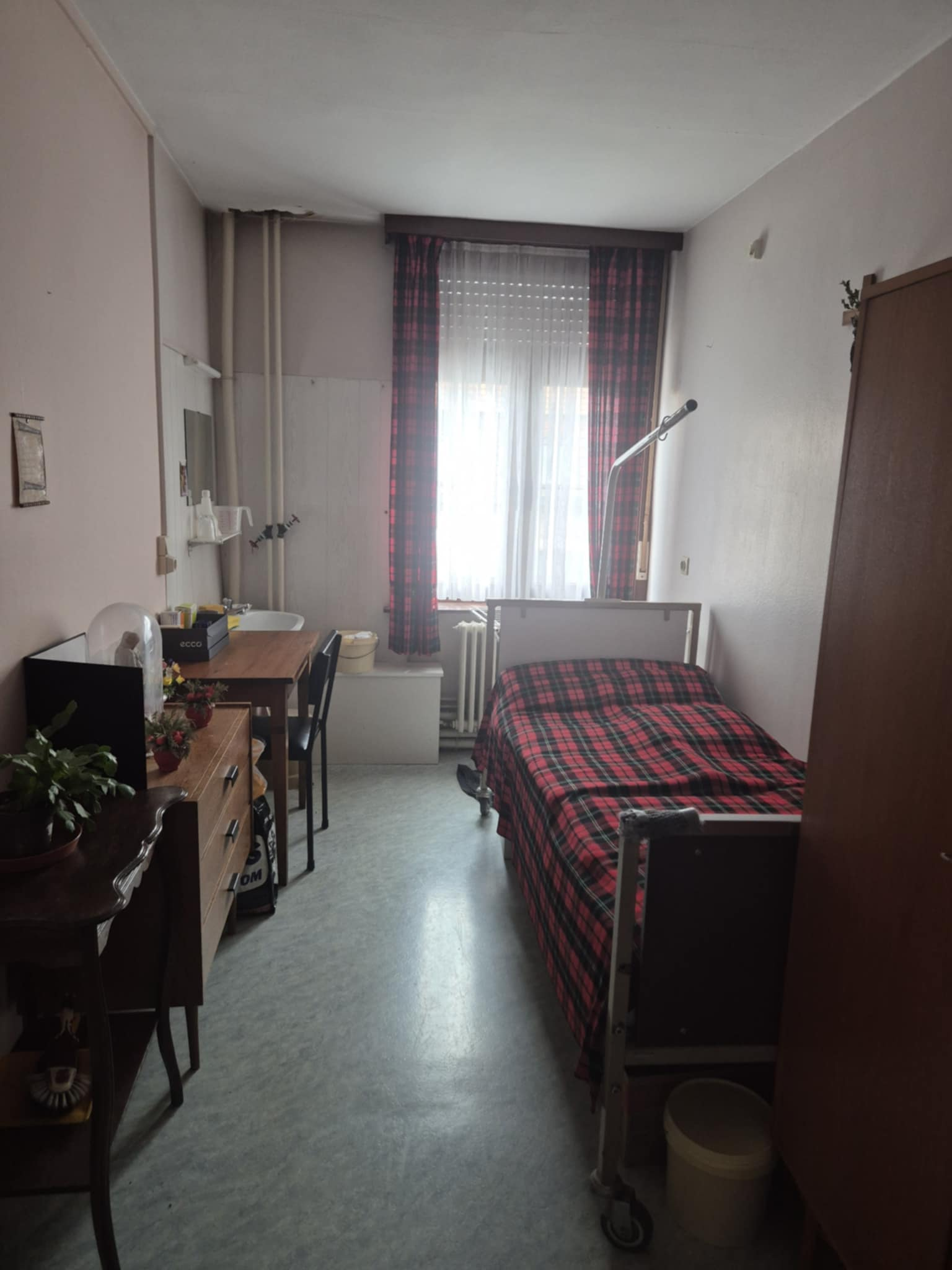
Een van de slaapkamers
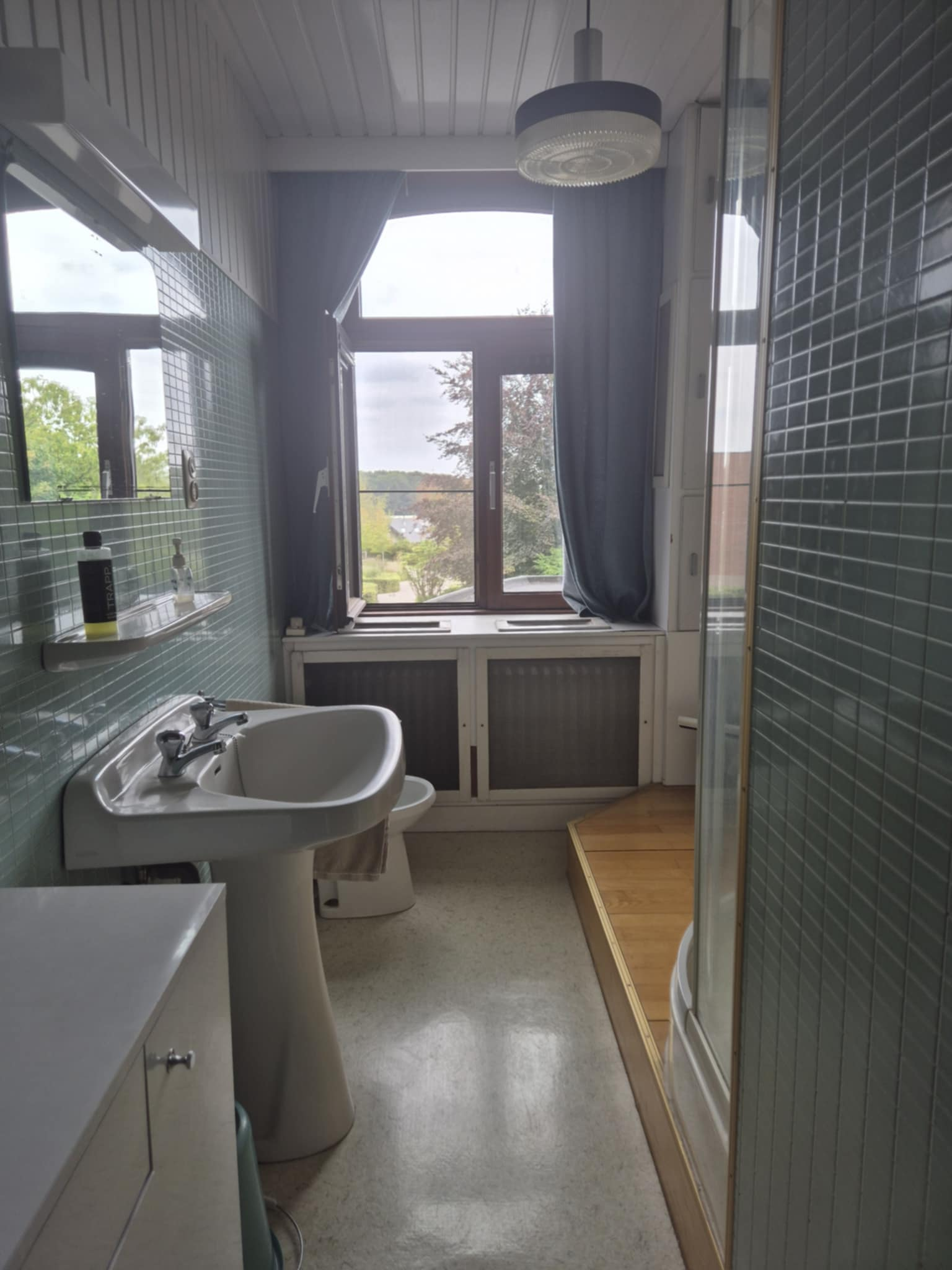
Een van de badkamers
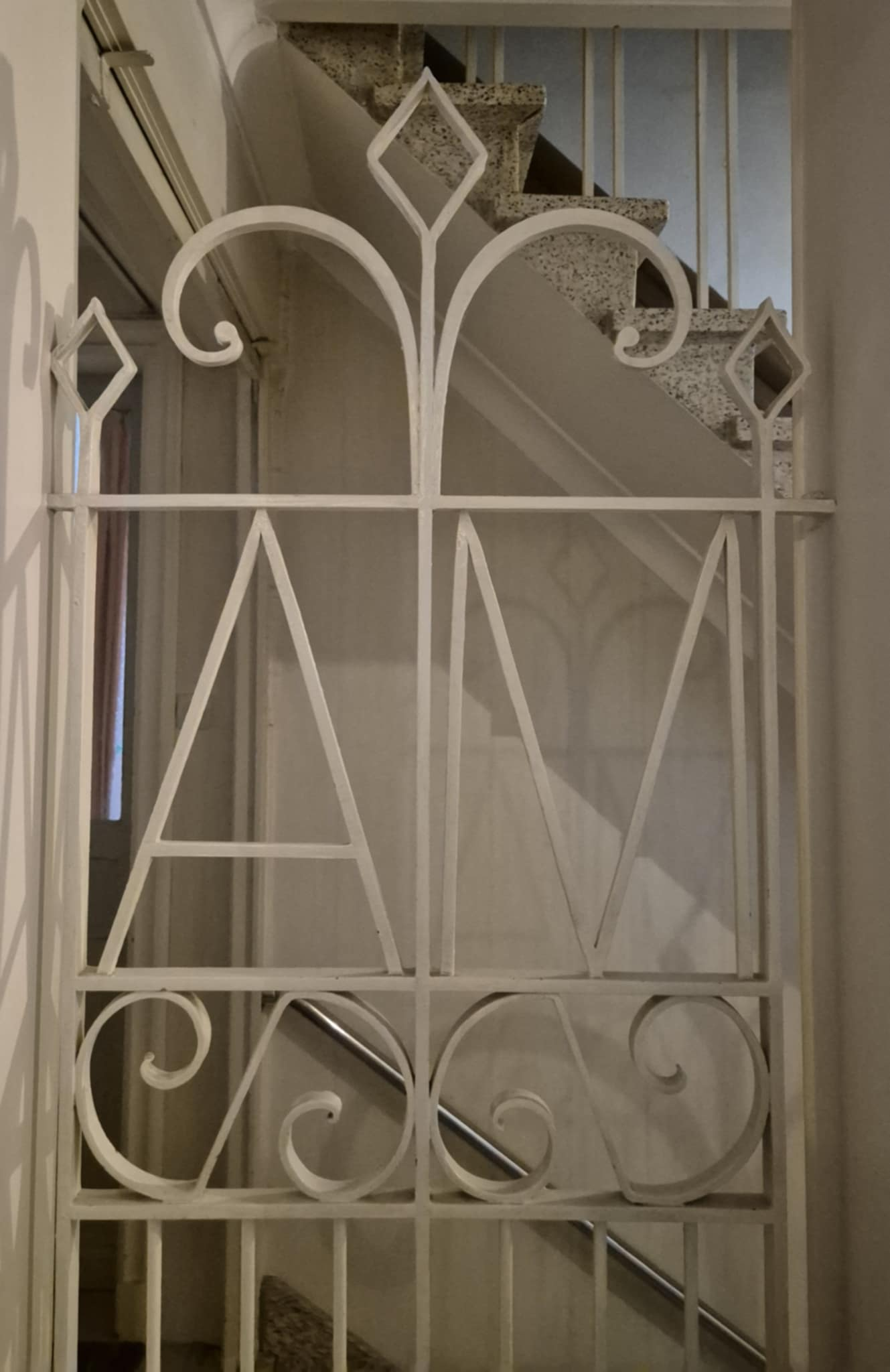
Decoratie langs de trappen. Afkorting A.M. voor Avé Maria
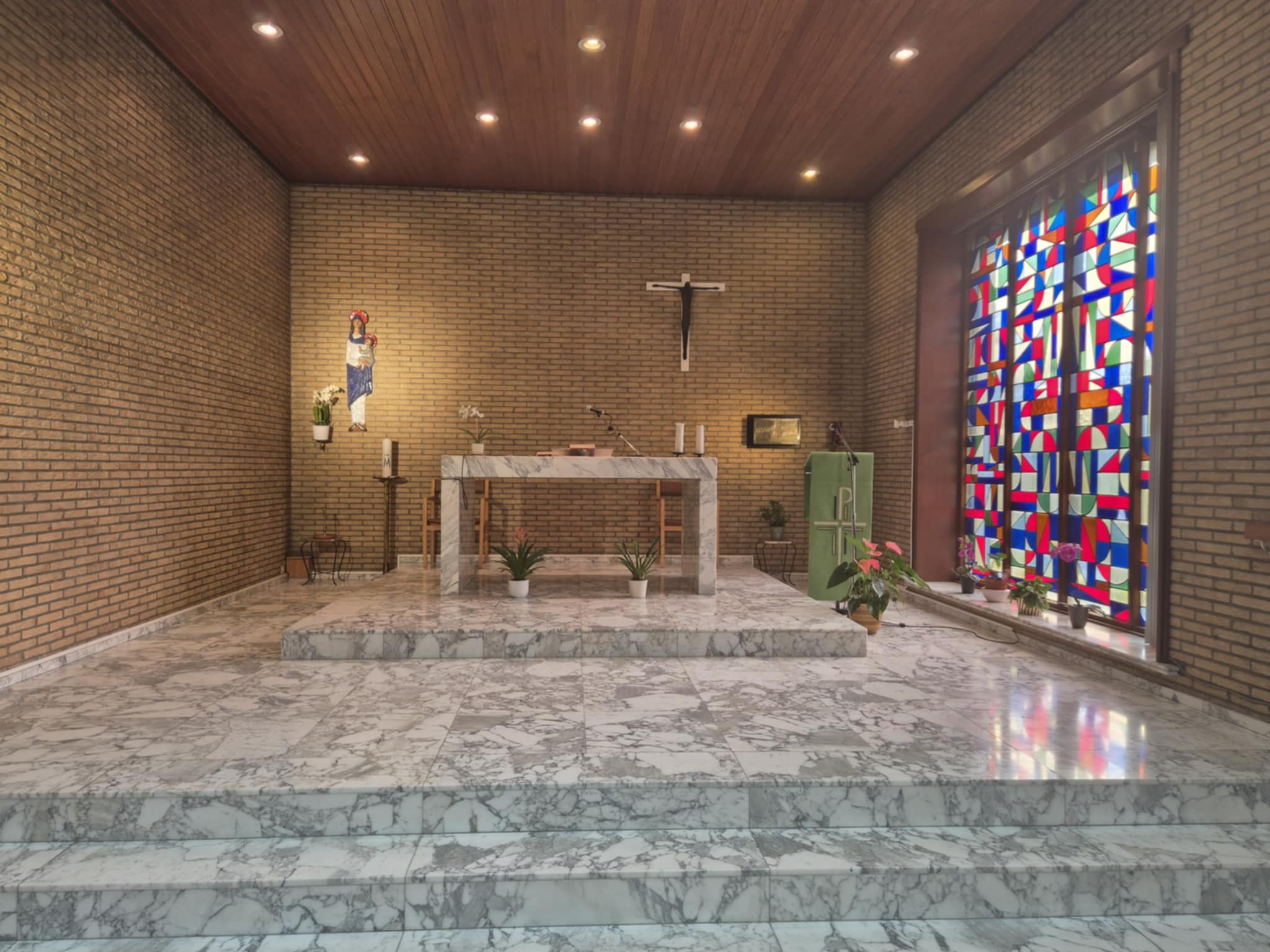
De kapel in 2025
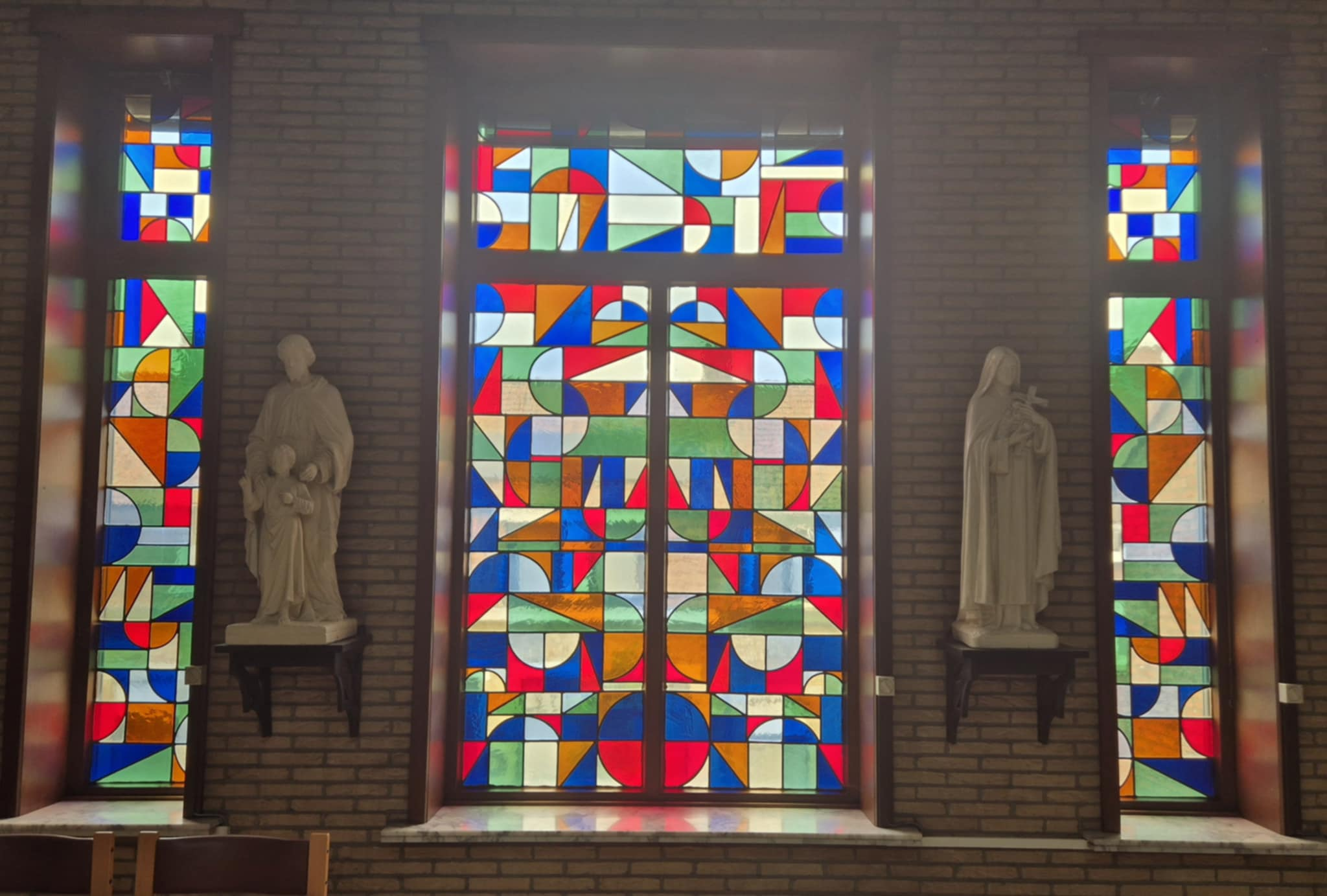
Gebrandschilderd raam van de kapel
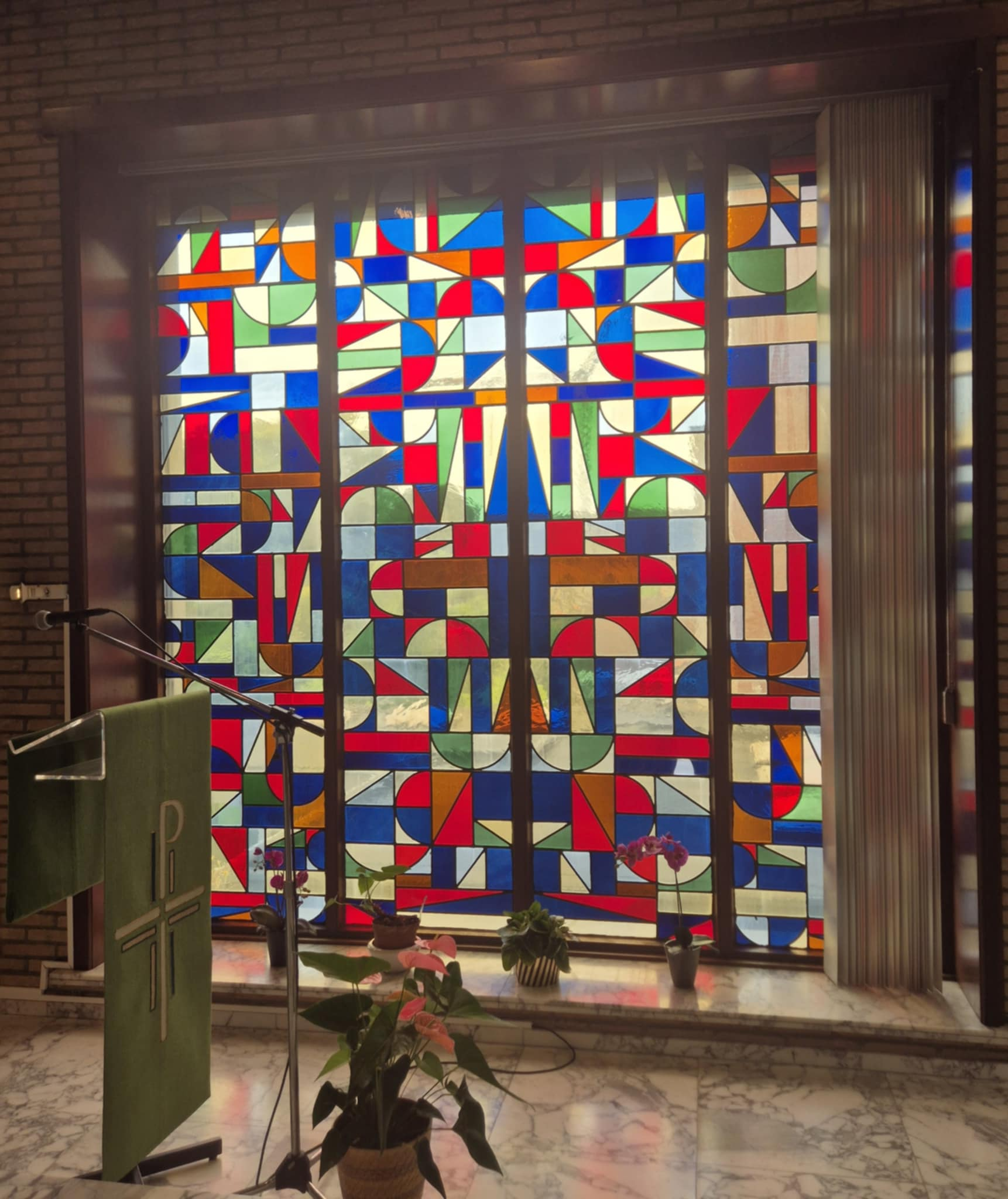
Gebrandschilderd raam
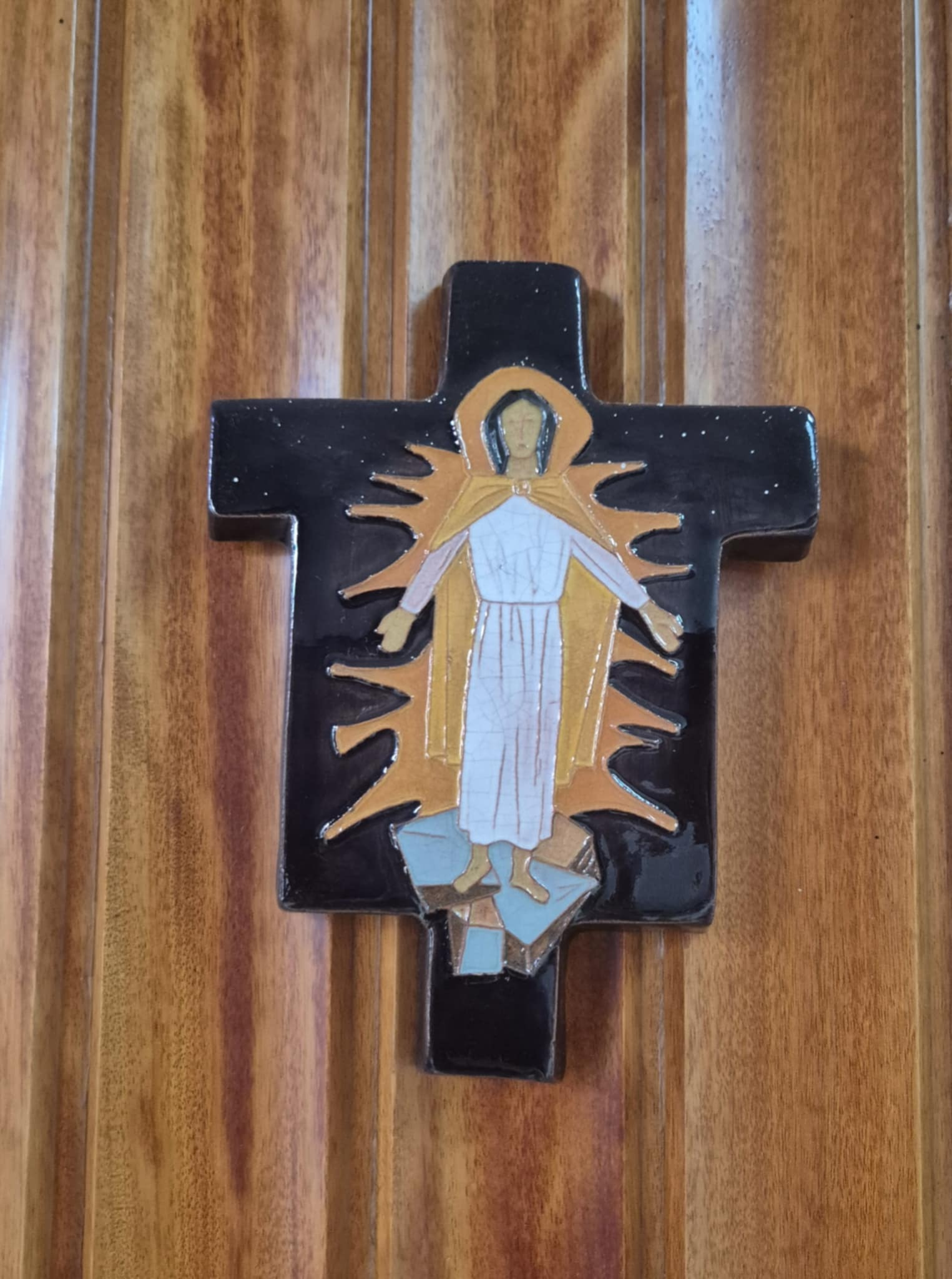
Een beeld uit de kruisweg van de kapel
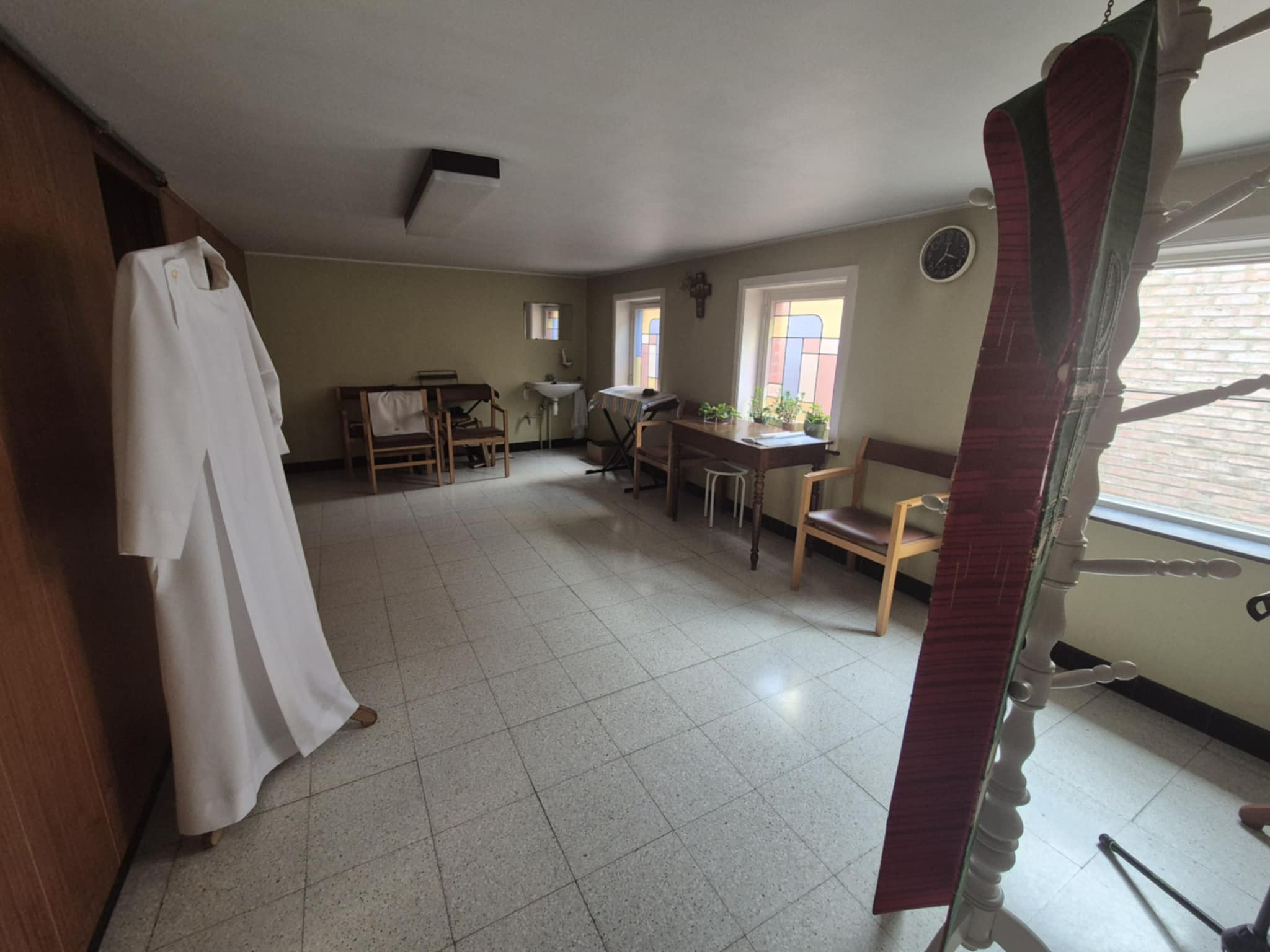
Sacristie
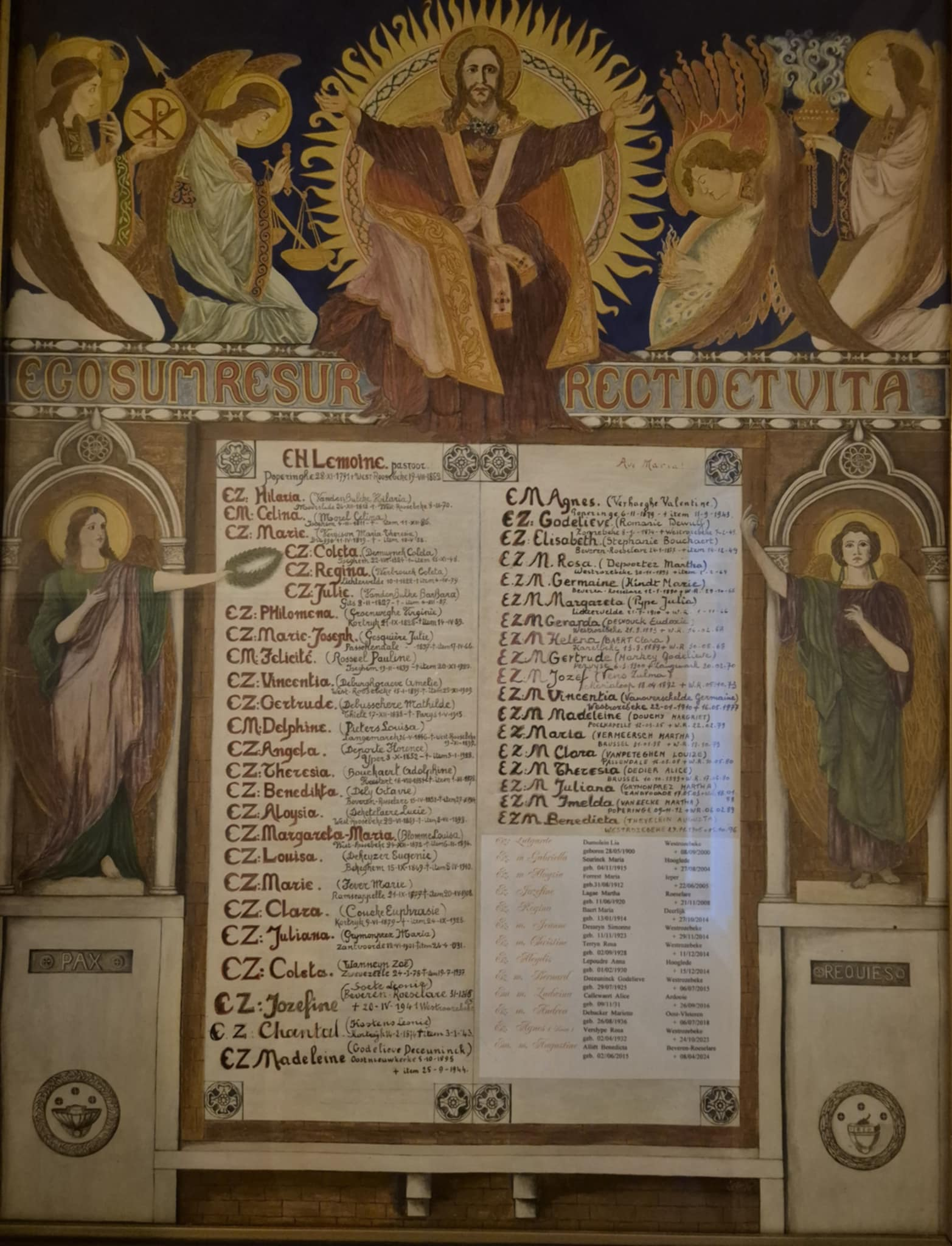
Lijst van alle zusters die in het klooster hebben gewoond
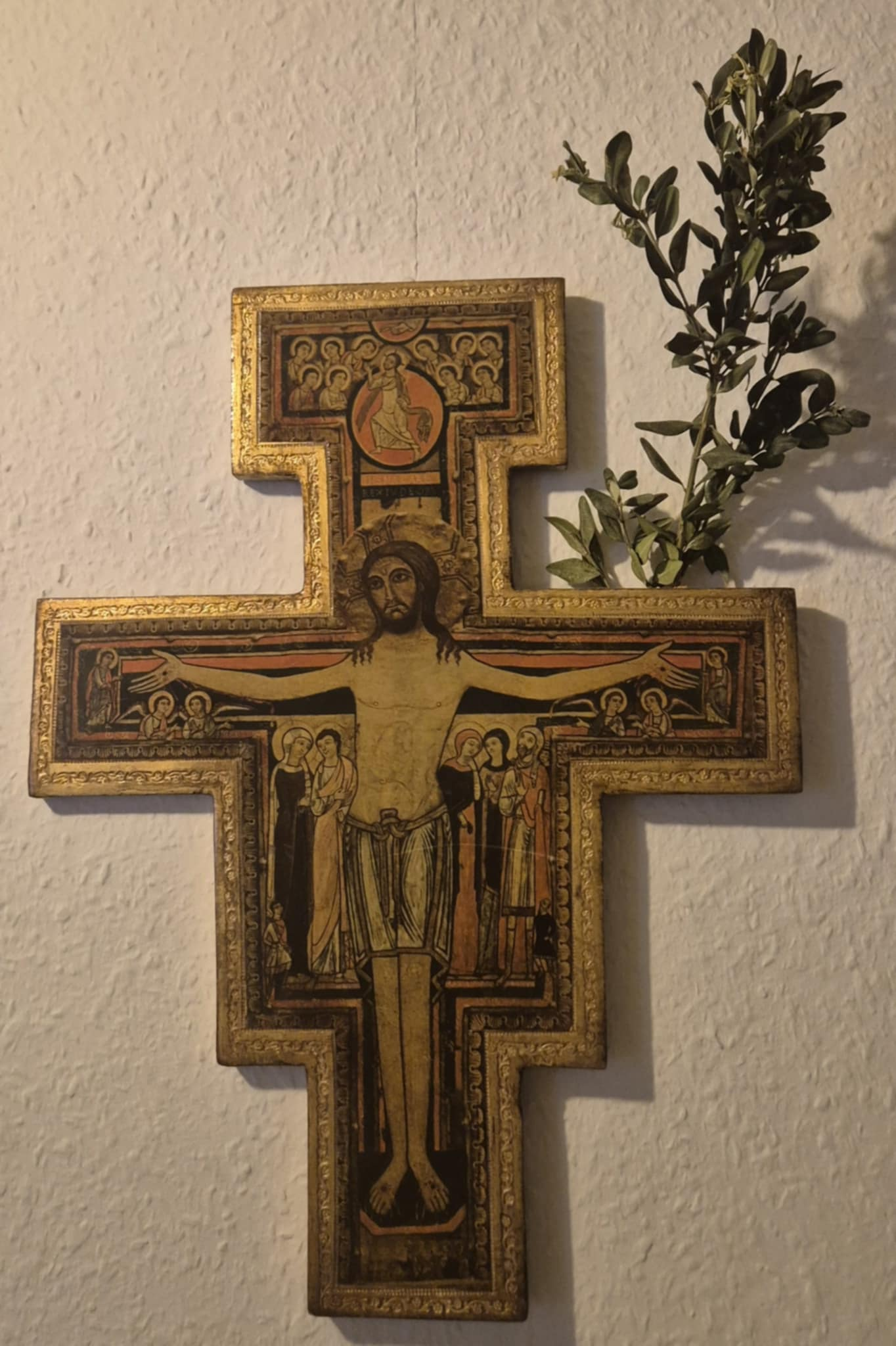
Christusbeeld
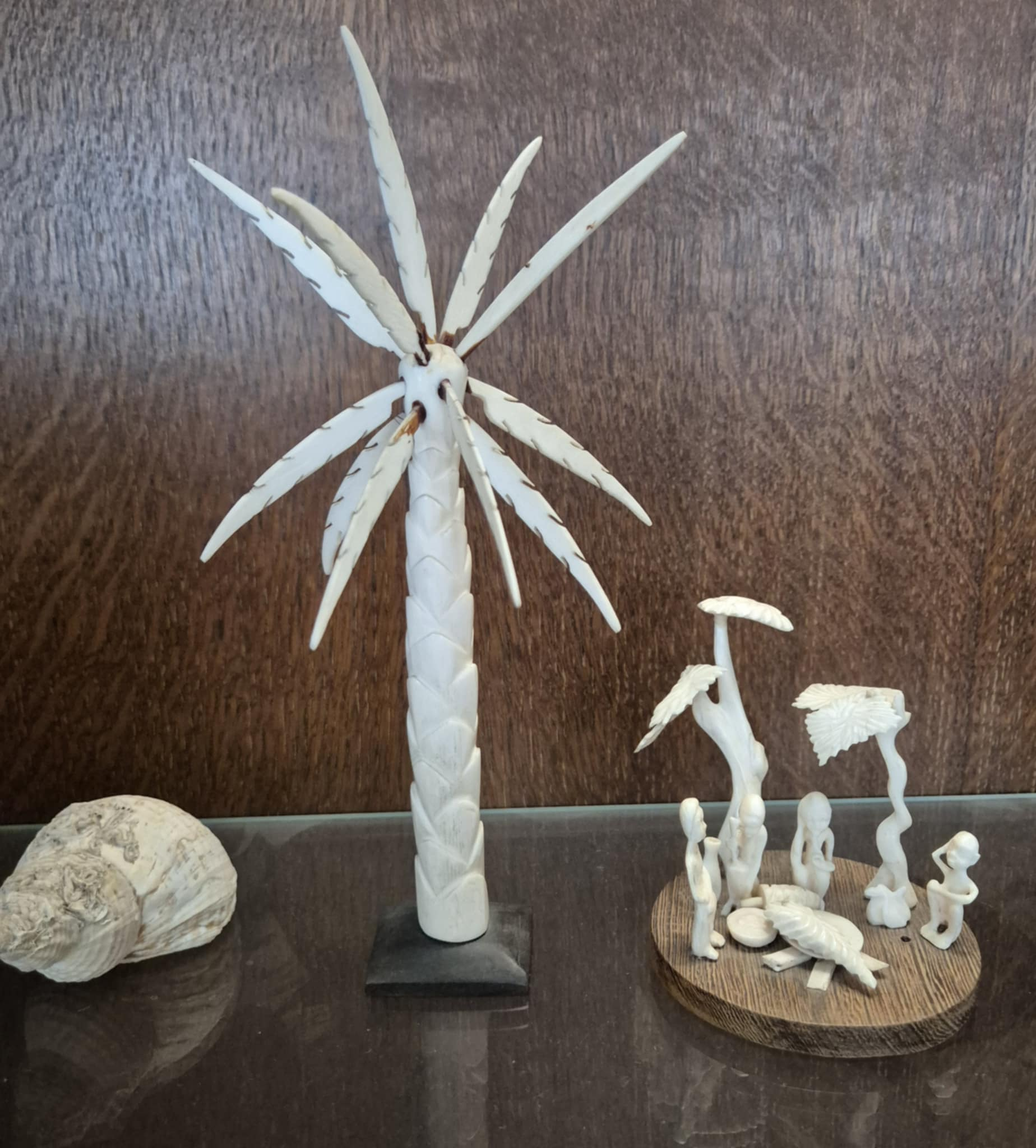
Beeldjes uit Congo gebracht door de missiezusters